# Gliese 667 Cc
Gliese 667 Cc je egzoplanet koji orbitira crvenog patuljka Gliese 667 C, koji je dio sustava Gliese 667. Drugi je otkriven planet u tom sustavu. Otkriven je 21. studenog 2011., a potvrđen 2. veljače 2012.

## Obilježja
Planet ima masu 3,7 puta veću od mase Zemlje, a orbitalni period je 28 dana. Prima 90% količine svjetlosti koju Zemlja prima od Sunca, ali to većinom u obliku infracrvenog zračenja. Najsličniji je planet Zemlji iz kataloga Gliese, sa sličnošću od 85%, i jedan od najsličnijih općenito. Planet je plimno vezan sa zvijezdom, a kako ima plime 300 puta jače od Zemljinih, šanse za nastanjivost možda su niže, ali još se ne zna. 
Budući da je planet vjerojatno plimno vezan, možda je prevruć na jednoj, a prehladan na drugoj te je dobro samo u "terminator liniji". No, mnogo veći dio planeta nastanjiv je ako posjeduje atmosferu koja bi premještala vruć i hladan zrak te izjednačavala temperature.
Zvijezda je stara 2 milijarde godina, dakle 2,6 milijardâ godina mlađa od Sunca.
Jedna grupa znanstvenika smatra kako bi dugoživci mogli preživjeti na ovom planetu.

### Moguća voda
Gliese 667 Cc prima protok zračenja koji iznosi oko 90% onoga što na Zemlji primamo od našeg Sunca. Iako se većina ovog zračenja emitira u infracrvenom (IC) zračenju, najvjerojatnije je dovoljno da se omogući tekuća voda na površini planeta. Točna temperatura na površini je ipak neizvjesna i ovisi o nizu još nepoznatih čimbenika. Temperatura bi mogla biti ugodnih 30 °C ako pretpostavimo planetarnu atmosferu sličnu zemaljskoj. No, masivnija atmosfera bi rezultirala višim temperaturama i uvjetima nalik Veneri, koji su nepovoljni za život. Potrebna su dodatna zapažanja kako bi se odgovorilo podržava li Gliese 667 Cc tekuću vodu i jesu li uvjeti na ovom planetu prikladni za život.

## Orbita
Zahvaljujući mnogo nižem energetskom ishodu, naseljena zona oko crvene patuljaste zvijezde Gliese 667 C mnogo je bliža (između 0,11 i 0,23 AJ). Zemlja bi bila ledeni svijet kada bi orbitirao oko ove zvijezde umjesto našeg Sunca. Srećom, planeta Gliese 667 Cc nalazi se osam puta bliže svojoj zvijezdi (na 0,12 AU), što planet udobno smješta u naseljenu zonu.

## Okolina
Gliese 667 Cc dio je sustava Gliese 667, koji se sastoji od 3 zvijezde. Prve dvije (A i B) su zvijezde K tipa, dok je treća (C), M3V tipa, a svi planeti, uključujući i Gliese 667 Cc kruže oko nje.